# Departement van Texel

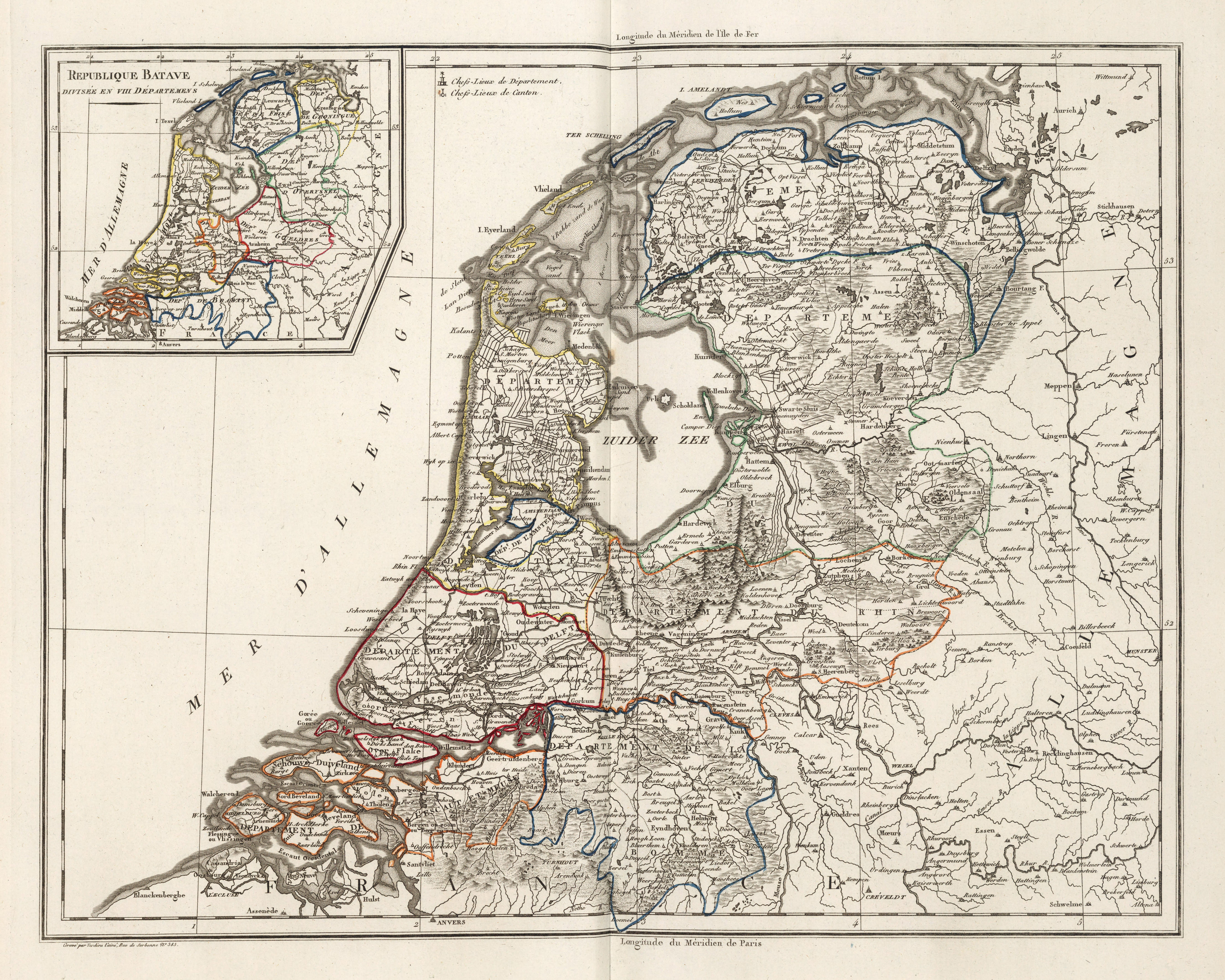
Bataafse Republiek en het Departement van Texel, 1804

Het departement (van) Texel of Tessel bestond van 1798 tot 1801. De hoofdplaats was Alkmaar.
Het maakte deel uit van de Bataafse Republiek en omvatte het Noordelijke deel van het voormalige gewest Holland tot aan de Oude Rijn, behalve het gebied rond Amsterdam (dit was het departement van de Amstel) en het eiland Vlieland. Het westelijk deel van het voormalige gewest Utrecht hoorde er ook bij.
In 1801 werd de herindeling ongedaan gemaakt en het oude gewest omgevormd tot het departement Holland; het Utrechtse deel werd onderdeel van het departement Utrecht.